# Salt the Wound
Salt the Wound ist eine US-amerikanische Deathcore-Band aus Cleveland, Ohio, die im Jahr 2001 gegründet wurde. Bisher veröffentlichten sie zwei EPs und drei Studioalben. Nach der Veröffentlichung des Albums Carnal Repercussions ging die Band kontinuierlich auf Tour, was schließlich zur Auflösung der Band in der ersten Hälfte des Jahres 2010 führte. Nach einigen Verhandlungen jedoch fand sich die Band mit neuen Mitgliedern sowie einigen Originalmitgliedern erneut zusammen und veröffentlichte ein neues Album im Jahr 2011.

## Geschichte
Salt the Wound wurde am 11. September 2001 von Schlagzeuger Jim Agrippe und Gitarrist Mike Kawkabany gegründet. Nachdem beide einige Zeit lang nur als Duo zusammen spielten, stieß Sänger Kevin Schafer im Jahr 2003 zur Band. Im Anschluss folgte der Beitritt von Bassist Abe Zieleniec und Gitarrist Jake Scott.
Die Band veröffentlichte in den Jahren 2004 und 2005 zwei EPs, sie veröffentlichten ihre Demos jedoch nicht um für Labels auf sich aufmerksam zu machen. Dies änderte sich im Jahr 2007, als sie einen Vertrag bei Rotten Records erhielten. Salt the Wound wurde im Jahr 2008 größere Aufmerksamkeit zuteil, als sie ihr Debütalbum Carnal Repercussions veröffentlichten. Dies führte dazu, dass ihre Lieder im Radio gespielt wurden und sie vermehrt auf Tour gingen. Das Album wurde weltweit rund 75.000 Mal verkauft. Die Band beendete ihre Aufnahmen zu ihrem zweiten Album Ares, das am 15. September 2009 veröffentlicht wurde. Auf dem Album war Matthew Wessoly als letzter Sänger zu hören, bevor die Band sich auflöste. 
Am 30. Oktober 2009 verkündete die Band schließlich ihre Auflösung. Sie spielten eine Abschiedstour im Jahr 2010. Ihr letztes Konzert gaben sie in ihrer Heimatstadt Cleveland, Ohio.

### Wiedervereinigung
Salt the Wound ließen im November 2010 verlauten, dass sie wieder zusammen spielen würden. Sänger war nun wieder Gründungsmitglied Kevin Schaefer und sie veröffentlichten Kill the Crown (produziert von Brian White) im März 2011.

## Stil
Der Stil von Salt the Wound ist an den klassischen Deathcore angelehnt, was eine Mischung aus Metalcore und Death Metal ist. Sie beziehen auch Einflüsse aus dem Melodic Death Metal in ihre Musik mit ein. Gesanglich beziehen sie die Metal-typischen Death Growls mit ein, sowie das Metalcore-typische Screaming und Pig Squeals. Weitere Merkmale sind das Schlagzeug, das extrem schnelle Blastbeat spielt, sowie die heruntergestimmten E-Gitarren mit melodischen Breakdowns. Laut Salt the Wound sind ihre Haupteinflüsse Bands wie All Shall Perish, The Black Dahlia Murder und The Dillinger Escape Plan.

## Diskografie
Alben
- 2008: Carnal Repercussions
- 2009: Ares
- 2011: Kill the Crown

EPs
- 2004: It's Taken Too Long
- 2005: Bedsprings and Bloodshed
- 2007: Salt the Wound